# Бельведере (стадион)
«Бельведе́ре» (исп. Estadio Belvedere) — многофункциональный стадион в столице Уругвая Монтевидео. Домашняя арена столичного футбольного клуба «Ливерпуль».

## История
«Бельведере» был построен в 1909 году.
15 августа 1910 года на стадионе «Бельдевере» сборная Уругвая по футболу впервые сыграла в небесно-голубой форме, которая впоследствии стала для команды основной, а также дала команде прозвище «селесте» («небесно-голубые»). Игра закончилась со счётом 3:1 в пользу Аргентины. Для Аргентины это также была первая игра в бело-небесно-голубой полосатой форме, которая, в свою очередь, дала команде прозвище «альбиселесте» («бело-небесно-голубые»).
Вместимость стадиона составляет 10 000 человек. В настоящее время используется для футбольных матчей.
Ранее стадион принадлежал футбольному клубу «Монтевидео Уондерерс», но теперь принадлежит «Ливерпулю».